# J. League Division 2 2006
La J. League Division 2 2006 fue la octava temporada de la J. League Division 2. Contó con la participación de trece equipos. El torneo comenzó el 4 de marzo y terminó el 2 de diciembre de 2006.
Los nuevos participantes fueron, por un lado, los equipos descendidos de la J. League Division 1: Kashiwa Reysol, Tokyo Verdy 1969 y Vissel Kobe. Por otro lado, el que ascendió de la Japan Football League: Ehime F.C. Los cuatro hicieron sus respectivos debuts en la segunda categoría.
El campeón fue Yokohama F.C., por lo que ascendió a Primera División. Por otra parte, salió subcampeón Kashiwa Reysol, quien también ganó su derecho a disputar la J. League Division 1. Además, Vissel Kobe venció en la promoción entre J1 y J2 a Avispa Fukuoka, de manera tal que se transformó en el tercer ascendido a la máxima categoría.

## Ascensos y descensos
| Descendidos de la J. League Division 2 2005 |
| ------------------------------------------- |
| No hubo                                     |

| Torneo | Ascendidos a la J. League Division 2 2006 |
| ------ | ----------------------------------------- |
| JFL    | Ehime F.C.                                |

| Pos | Ascendidos a la J. League Division 1 2006 |
| --- | ----------------------------------------- |
| 1.º | Kyoto Purple Sanga                        |
| 2.º | Avispa Fukuoka                            |
| 3.º | Ventforet Kofu                            |

| Pos  | Descendidos de la J. League Division 1 2005 |
| ---- | ------------------------------------------- |
| 16.º | Kashiwa Reysol                              |
| 17.º | Tokyo Verdy 1969                            |
| 18.º | Vissel Kobe                                 |

- De esta manera, el número de participantes aumentó a 13.

## Reglamento de juego
El torneo se disputó en un formato de todos contra todos a doble ida y vuelta, de manera tal que cada equipo debió jugar dos partidos de local y dos de visitante contra sus otros doce contrincantes y quedar libre en cuatro fechas. Una victoria se puntuaba con tres unidades, mientras que el empate valía un punto y la derrota, ninguno.
Para desempatar se utilizaron los siguientes criterios:
1. Puntos
2. Diferencia de goles
3. Goles anotados
4. Resultados entre los equipos en cuestión
5. Desempate o sorteo

Los dos equipos con más puntos al final del campeonato ascenderían a la J. League Division 1 2007. El tercero jugaría una promoción con el 16º de la tabla de posiciones de la J. League Division 1 2006 en serie de dos partidos, a ida y vuelta. En caso de empate en el marcador global, se jugaría una prórroga sin gol de oro; si aún persistía la igualdad, se ejecutaría una tanda de penales.

## Tabla de posiciones
| Pos. | Equipo            | Pts. | PJ | G  | E  | P  | GF | GC | Dif. | Ascenso                               |
| ---- | ----------------- | ---- | -- | -- | -- | -- | -- | -- | ---- | ------------------------------------- |
| 1    | Yokohama F.C. (C) | 93   | 48 | 26 | 15 | 7  | 61 | 32 | +29  | Ascendido a J. League Division 1 2007 |
| 2    | Kashiwa Reysol    | 88   | 48 | 27 | 7  | 14 | 84 | 60 | +24  | Ascendido a J. League Division 1 2007 |
| 3    | Vissel Kobe       | 86   | 48 | 25 | 11 | 12 | 78 | 53 | +25  | Promoción J1/J2                       |
| 4    | Sagan Tosu        | 79   | 48 | 22 | 13 | 13 | 64 | 49 | +15  |                                       |
| 5    | Vegalta Sendai    | 77   | 48 | 21 | 14 | 13 | 75 | 43 | +32  |                                       |
| 6    | Consadole Sapporo | 72   | 48 | 20 | 12 | 16 | 77 | 67 | +10  |                                       |
| 7    | Tokyo Verdy 1969  | 71   | 48 | 21 | 8  | 19 | 69 | 75 | −6   |                                       |
| 8    | Montedio Yamagata | 65   | 48 | 17 | 14 | 17 | 68 | 57 | +11  |                                       |
| 9    | Ehime F.C.        | 53   | 48 | 14 | 11 | 23 | 51 | 63 | −12  |                                       |
| 10   | Mito HollyHock    | 51   | 48 | 14 | 9  | 25 | 48 | 69 | −21  |                                       |
| 11   | Shonan Bellmare   | 49   | 48 | 13 | 10 | 25 | 61 | 87 | −26  |                                       |
| 12   | Thespa Kusatsu    | 42   | 48 | 9  | 15 | 24 | 54 | 86 | −32  |                                       |
| 13   | Tokushima Vortis  | 35   | 48 | 8  | 11 | 29 | 43 | 92 | −49  |                                       |

 Fuente: J. League Data Site: 2006 J.LEAGUE Division 2 League table
Criterios de clasificación: 1) puntos; 2) diferencia de goles; 3) número de goles marcados; 4) resultados entre los equipos en cuestión.

## Promoción J1/J2
| 6 de diciembre de 2006, 19:02 (UTC+9) | Vissel Kobe | 0:0     | Avispa Fukuoka | Estadio de las Alas, Kōbe                                  |                                                            |
|                                       |             | Reporte |                | Asistencia: 12.009 espectadores Árbitro(s): Jōji Kashihara | Asistencia: 12.009 espectadores Árbitro(s): Jōji Kashihara |

| 9 de diciembre de 2006, 16:04 (UTC+9) | Avispa Fukuoka | 1:1 (0:0) | Vissel Kobe | Estadio Level-5, Fukuoka                                     |                                                              |
|                                       | Nunobe 84'     | Reporte   | Kondō 60'   | Asistencia: 13.102 espectadores Árbitro(s): Yūichi Nishimura | Asistencia: 13.102 espectadores Árbitro(s): Yūichi Nishimura |

La llave terminó 1 a 1 en el marcador global, pero Vissel Kobe ascendió a la J. League Division 1 para la temporada 2007 por la regla del gol de visitante, al mismo tiempo que Avispa Fukuoka descendió a la J. League Division 2.

## Campeón
|                                   |
|                                   |
| Campeón Yokohama F.C. 1.er título |